# Condado de MacDonnell
O Condado de MacDonnell é um dos 49 condados da Austrália do Sul. Foi proclamado em 1857 e nomeado para o governador sul australiano no momento da proclamação, Richard Graves MacDonnell. Está localizado no sudeste superior do estado a partir da Limestone Coast em Kingston para a fronteira Victoriana. Isso inclui as seguintes áreas de governo local contemporâneo do estado:
- Conselho distrital de Kingston (excluindo porções costeiras no norte e no sul)
- Conselho de Naracoorte Lucindale (terceiro norte)
- Conselho distrital de Tatiara (pequena porção sul)

## Hundreds
O Condado de MacDonnell é divido nos seguintes 15 hundreds:
- Hundred de Duffield (Coorong, Taratap)
- Hundred de Landseer (Taratap)
- Hundred de Peacock (Keilira)
- Hundred de Marcollat (Marcollat)
- Hundred de Parsons (Padthaway)
- Hundred de Beeamma (Western Flat)
- Hundred de Geegeela (Bangham)
- Hundred de Glen Roy (Padthaway, Keppoch)
- Hundred de Lacepede (West Range, Kingston)
- Hundred de Murrabinna (Blackford)
- Hundred de Minecrow (Keilira)
- Hundred de Woolumbool (Woolumbool)
- Hundred de Lochaber (Lochaber)
- Hundred de Hynam (Cadgee)
- Hundred de Binnum (Binnum, Kybybolite)